# Ga Phetkasem 48 MRT

Bảng hiệu ga Phetkasem 48

Ga Phetkasem 48 (tiếng Thái: สถานีเพชรเกษม 48, RTGS: Sathani Phet Kasem Si Sip Paet, phát âm [sā.tʰǎː.nīː pʰét kā.sěːm sìː sìp pɛ̀ːt]) là một ga tàu điện Bangkok MRT trên Tuyến Xanh Dương, nằm trên Đường Phet Kasem ở Bangkok, Thái Lan.
Nhà ga nằm gần hẻm Phet Kasem 48 trên đường Phet Kasem, một hẻm lớn và sâu, bao gồm đường tắt đi đến Soi Charan Sanitwong 13 trên Đường Charan Sanitwong nơi có Ga Charan 13 MRT .

## Địa điểm xung quanh

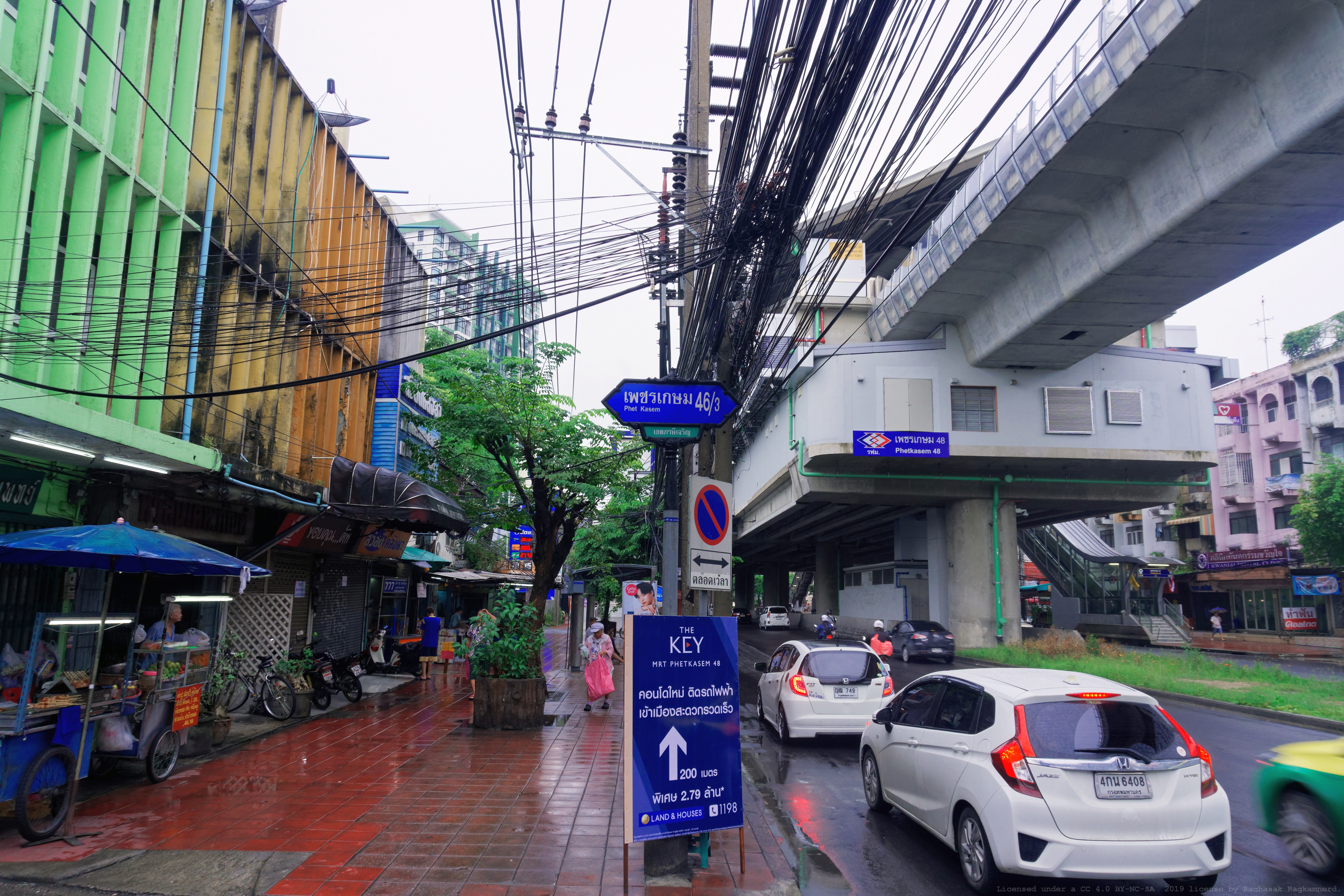
Ga Phetkasem 48 MRT nhìn từ mặt đường gần trạm xe buýt trên đường Phet Kasem

- Wat Chan Pradittharam
- Đền Chao Pho Sua
- Kan-Ari Sportclub